# Yiquan
L'Yiquan (意拳, Pugilato della mente) è uno stile di arti marziali cinesi creato da Wang Xiangzhai a partire dallo stile che praticava, lo Xingyiquan e dalle sue successive esperienze marziali. Qualcuno utilizza il nome Dachengquan (大成拳, pugilato del grande conseguimento) per indicare questo nuovo sistema, un nome di matrice Confuciana.
Certe correnti attuali di Yiquan integrano delle tecniche provenienti dal Tantui, dal Meihuaquan, dal Shuaijiao e dalla Boxe.

## I principi
Esposti in Yiquan yao dian (意拳要点) questi sono i principi che caratterizzano il metodo di Wang Xiangzhai: “L'intenzione è liberata dalla forma, la forma si manifesta a partire dall'intenzione[...] La postura segue l'’intenzione, la forza è emessa a partire dall'intenzione.” (以形取意, 以意象形, 形随意转, 意自形生, 式随意从, 力由意发)

## Il metodo
Il metodo prende come base le posture statiche (站桩, Zhanzhuang) dello Xingyiquan; comprende un esercizio di spostamento detto Mocabu (摩擦步) o Zuobu (走步), degli esercizi per sentire la forza detti Shili (试力), per sentire i suoni detti Shisheng (试声), per emettere la forza detti Fali (发力), le spinte con le mani dette Tuishou (推手), la pratica del combattere da soli o Dan Caoshou (单操手) e la pratica del combattimento libero o Sanshou (散手).
Il metodo Yi Quan è assai particolare e scientifico, composto da otto fasi ben precise e fortemente collegate tra loro. Studiando e comprendendo queste fasi si ottiene una grande efficacia nel combattimento reale e la capacità di generare moltissima forza esplosiva interna.

Nel 1999, Stefano Agostini scrive il primo libro-manuale di Yi Quan in Italiano, intitolato Kung Fu Yi Quan e fa conoscere lo Yi Quan nel pubblico occidentale. Nel 2018 diventa discepolo ufficiale del Maestro Yao Chengguang. 
1. ↑   Yi Quan - Kung Fu Scuola Xin Dao, in Kung Fu Scuola Xin Dao - Corsi di Kung Fu per adulti e bambini. URL consultato il 1º ottobre 2018.
2. ↑   M°S.Agostini - TAO MARTIAL ARTS ACADEMY, su taichikungfu.it, 26 marzo 2024. URL consultato il 28 febbraio 2025.

### Video
- Maestro Marco Gamuzza, su youtube.com.
- Yizhi Fali, su it.youtube.com.
- Il maestro Cui Ruibin, su it.youtube.com.
- Il maestro Yao Chengguang, su it.youtube.com.
- Wang Shangwen, su it.youtube.com.
- Guida Yiquan, su it.youtube.com.
- Il Maestro Davide de Santis, su yiquancenter.com. URL consultato il 9 luglio 2010 (archiviato dall'url originale il 13 gennaio 2010).
- Il Maestro Yang Lin Sheng, su askt.it. URL consultato il 18 dicembre 2008 (archiviato dall'url originale il 5 maggio 2009).
- Yang Lin Sheng's movements, su youtube.com.

| Controllo di autorità | GND (DE) 7684862-0 |